# Fodterapeutloven
Bekendtgørelse af lov om fodterapeuter (i daglig tale blot Fodterapeutloven) var indtil 1. januar 2007 den lov, hvori fodterapeuternes virke samt autorisations- og videreuddannelsesbestemmelser var beskrevet.
1. januar 2007 blev Fodterapeutloven afløst af Autorisationsloven – Lov om autorisation af sundhedspersoner og om sundhedsfaglig virksomhed – hvor fodterapeuters virke samt autorisations- og videreuddannelsesbestemmelser beskrives i § 70.

## Eksterne kilder og henvisninger
- Bekendtgørelse af 26. april 1972 af lov om fodterapeuter (gældende indtil 1. januar 2007) Arkiveret 29. august 2014 hos  Wayback Machine
- Bekendtgørelse af 22. maj 2006 af lov om autorisation af sundhedspersoner m.m., § 70 (gældende siden 1. januar 2007) Arkiveret 5. juli 2011 hos  Wayback Machine